# The Loading Ground
The Loading Ground (do 13 września 1974 Albion Point) – przylądek (point) w kanadyjskiej prowincji Nowa Szkocja, w hrabstwie Pictou (45°38′07″N, 62°40′58″W), wysunięty w rzekę East River of Pictou, na jej zachodnim brzegu; nazwa urzędowo zatwierdzona 2 grudnia 1954.